# Rattus vandeuseni
Rattus vandeuseni é uma espécie de roedor da família Muridae.
Apenas pode ser encontrada na Papua-Nova Guiné.